# Halowe Mistrzostwa Świata w Lekkoatletyce 1999 – skok w dal mężczyzn
Skok w dal mężczyzn – jedna z konkurencji rozgrywanych podczas halowych mistrzostw świata w lekkoatletyce w 1999, zmagania w niej odbyły się 7 marca.
Do konkursu zgłoszonych zostało 10 zawodników z 8 państw.
Zawody w tej konkurencji wygrał reprezentant Kuby Iván Pedroso. Drugą pozycję zajął zawodnik z Hiszpanii Yago Lamela, trzecią zaś reprezentujący Stany Zjednoczone Erick Walder.

## Wyniki
| Miejsce | Zawodnik        | Państwo           | Podejście | Podejście | Podejście | Podejście | Podejście | Podejście | Wynik | Uwagi |
| Miejsce | Zawodnik        | Państwo           | #1        | #2        | #3        | #4        | #5        | #6        | Wynik | Uwagi |
| ------- | --------------- | ----------------- | --------- | --------- | --------- | --------- | --------- | --------- | ----- | ----- |
| 01 !    | Iván Pedroso    | Kuba              | 8,46      | 7,78      | X         | 7,20      | X         | 8,62      | 8,62  | CR    |
| 02 !    | Yago Lamela     | Hiszpania         | 8,10      | X         | 8,29      | 8,42      | 8,26      | 8,56      | 8,56  | AR    |
| 03 !    | Erick Walder    | Stany Zjednoczone | 8,13      | 8,14      | X         | 7,94      | 8,21      | 8,30      | 8,30  |       |
| 4.      | Gregor Cankar   | Słowenia          | 7,94      | 8,12      | 7,90      | 8,09      | 8,09      | 8,28      | 8,28  | NR    |
| 5.      | James Beckford  | Jamajka           | 7,85      | 7,92      | 7,90      | 7,96      | 8,16      | 8,05      | 8,16  |       |
| 6.      | Bogdan Țăruș    | Rumunia           | 7,91      | 8,02      | X         | 8,07      | 8,15      | 7,94      | 8,15  |       |
| 7.      | Masaki Morinaga | Japonia           | X         | 8,07      | 6,65      | 7,56      | X         | –         | 8,07  | NR    |
| 8.      | Bogdan Tudor    | Rumunia           | 7,56      | 7,74      | 7,85      | 7,57      | 7,84      | 7,88      | 7,88  |       |
| 9.      | Roland McGhee   | Stany Zjednoczone | 7,66      | 7,84      | 7,57      | NQ        | NQ        | NQ        | 7,84  |       |
| 10.     | Hatem Mersal    | Egipt             | 7,66      | 7,49      | 7,15      | NQ        | NQ        | NQ        | 7,66  | NR    |